# 牛淵站
牛淵站（日语：／ Ushibuchi eki */?）是位於日本愛媛縣東溫市的鐵路車站，隸屬於伊予鐵道（伊予鐵），車站編號為IY20，現時為無人站。

## 車站結構
建有木製單層站舍1座，左側大部份位置為原站務室，由於車站實行無人化，現時長期置於閉鎖中；右側為出入口，設有IC咭感應器的閘口、候車大堂、自動售票處及已棄用的售票窗口。站舍建於地台上，讓能與月台地面位處同一水平，出入口外亦因應改善工程而加裝了無障礙斜道。
設有側式月台1座，只提供1面1線的配置，列車不能在此交換。閘口位於月台中央位置，而附近位置亦加設有上蓋及少量候車座椅，由於設站時間較早，雖然只設側式月台1個，但月台寬度和後期設立的島式月台相約。
有效長度為4輛，列車靠站時，下行往橫河原為左側上落；上行往松山市則為右側上落。

### 月台配置
| 路線      | 方向 | 目的地                        |
| --------- | ---- | ----------------------------- |
| ■横河原線 | 下行 | 横河原方向                    |
| ■横河原線 | 上行 | 松山市、直通■高濱線往高濱方向 |

## 歷史
- 1899年10月4日：開業，最初命名為「田窪站」[4]。
- 1966年11月1日：站名改為「牛渕站」。
- 2007年8月：車站改善工程，加裝無障礙通道[5]。
- 2025年3月18日：伊予鐵內所有郊外鐵道線均可使用ICOCA及全國交通系IC卡[6][7][8]。

## 相鄰車站
伊予鐵道
■ 橫河原線
牛淵團地前（IY19）－牛淵（IY20）－田窪（IY21）

## 外部連結
- 伊予鐵道牛淵站公式網頁。 （页面存档备份，存于）